# Комнатная температура

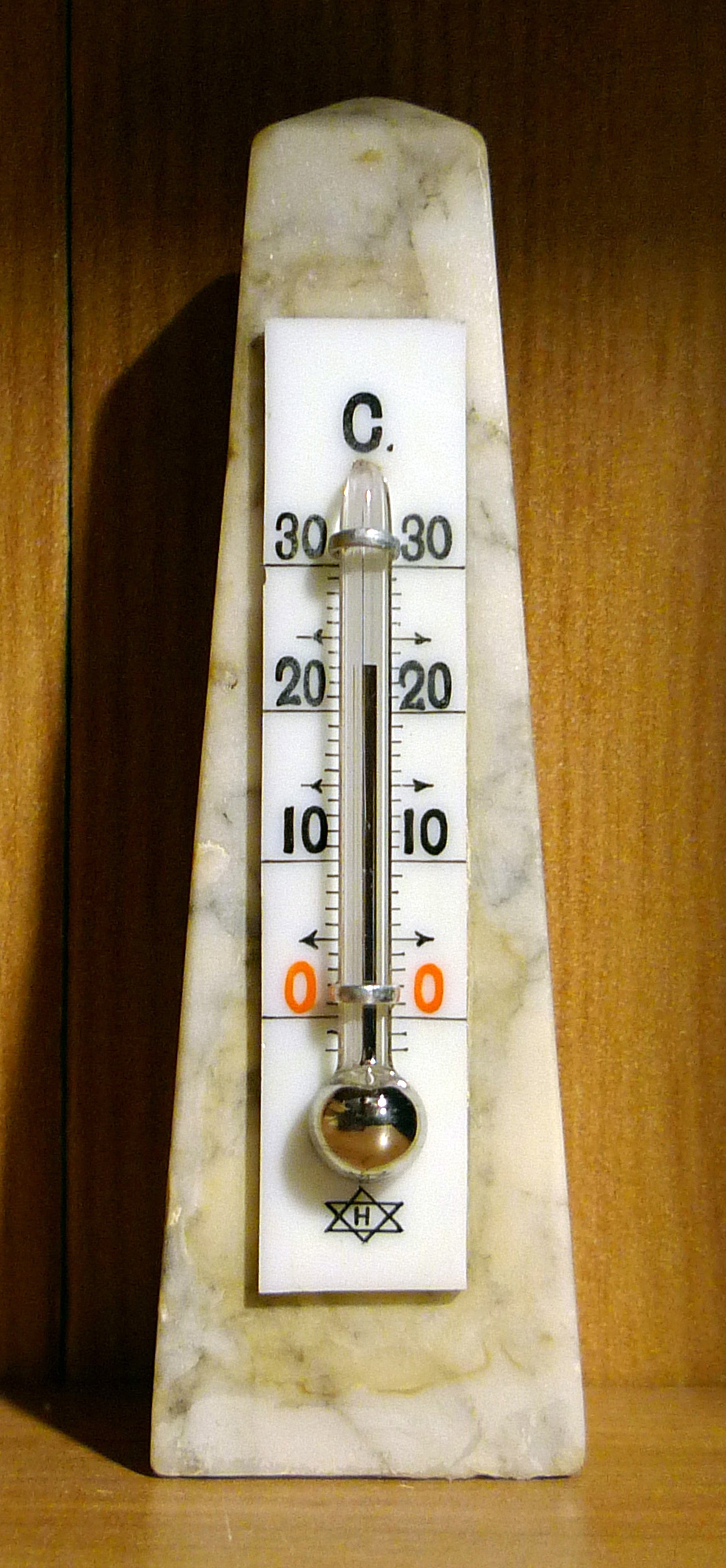
Термометр показывает комнатную температуру.

Комнатная температура — неформальное понятие, обозначающее температуру в замкнутых помещениях, при которой предпочитает находиться большинство людей и при которой они чувствуют себя комфортно в комнатной одежде. Также эта температура используется для проведения научных экспериментов и хранения лекарственных средств. В медицине комнатной обычно называется температура от 15 °C (59 °F) до 25 °C (77 °F). При этом комфортность для человека может зависеть от влажности, циркуляции воздуха и других факторов.